# José María Jiménez
José María Jiménez Sastre (* 6. Februar 1971 in El Barraco; † 6. Dezember 2003 in Madrid) war ein spanischer Radrennfahrer.

## Sportliche Karriere
José María Jiménez, in einem 1000 Meter hoch gelegenen Dorf aufgewachsen, war ausgesprochener Bergspezialist. Er begann seine Radsportlaufbahn 1992 im Banesto-Team, für das er bis zum Ende seiner Laufbahn fuhr und in dem er bis 1996 als Helfer für Miguel Induráin agierte. 1994 siegte er im Memorial Manuel Galera. 1995 entschied Jiménez eine Etappe der Volta Ciclista a Catalunya für sich.
1996 bestritt Jiménez seine erste Tour de France von insgesamt vier Starts bei der Tour. 1997 wurde er bei der Tour de France, jetzt als Helfer für Abraham Olano, Achter und gewann bei der Vuelta a España die Bergwertung. Darüber hinaus wurde er 1997 auf einem schweren Kurs in Melilla, der spanischen Exklave in Marokko, spanischer Straßenmeister. 
Seine erfolgreichste Spanienrundfahrt bestritt er 1998, als er hinter seinem Teamkollegen Olano und seinem Landsmann Fernando Escartín und vor Lance Armstrong Dritter der Gesamtwertung wurde. Dazu gewann er erneut die Bergwertung. Vier Etappen lang trug er während der Rundfahrt das Goldene Trikot des Spitzenreiters und konnte zusätzlich vier Bergetappen gewinnen. 
Bei der Vuelta 1999 wurde er Fünfter und errang erneut den Sieg bei der Bergwertung. Zudem gewann er die erste Bergankunft auf einem der schwersten Berge des Radsports, dem Alto de Angliru. Im Jahr 2000 nahm er an der Tour de France teil und wurde einmal Etappendritter hinter Javier Otxoa und Lance Armstrong. Er war hierbei der einzige Fahrer, der das Hinterrad von Lance Armstrong über eine längere Zeit halten konnte. Im weiteren Verlauf der Rundfahrt wurde er nochmal Etappenzweiter hinter Marco Pantani.
Insgesamt gewann Jiménez während seiner Laufbahn neun Etappen – jeweils Bergankünfte – und vier Mal die Bergwertung der Spanienrundfahrt. Dazu kamen Etappensiege bei Dauphine-Libere, der Katalonien-Rundfahrt und anderen Etappenrennen. Er wurde zwischenzeitlich zum Publikumsliebling der spanischen Fans, und galt als potentieller Nachfolger von Induráin. Sein Spitzname war El Chaba (Flegel). Die Frankfurter Allgemeine schrieb über ihn: „Bei seinen Ankünften auf den Bergspitzen versetzte Jimenez die Millionen spanischer Radsportfans in Begeisterung, konnte diese aber am nächsten Tag schon bitter enttäuschen, wenn er offensichtlich lustlos fahrend manche, eigentlich schwächere Rivalen, an sich vorbeiziehen ließ.“

## Depressionen und Tod
Trotz seiner Erfolge litt Jiménez – wie schon sein Vater – unter Depressionen. Besonders die letzten beiden Jahre seines Lebens waren von Depressionen, alkoholischen Exzessen und Kokaingenuss bestimmt. Jiménez begab sich in psychologische Behandlung, am 6. Dezember 2003 starb der ehemalige Banesto-Profi in einer Klinik in Madrid während eines Besuchs seiner Familie. Die offizielle Todesursache lautete Herzversagen. Tausende Radsportfans gaben dem „Bergkönig“ im Dezember 2003 das letzte Geleit.
Jiménez zu Ehren wurde 2014 der Bergpreis des schwierigsten Anstiegs der Vuelta in Cima Chava Jiménez umbenannt.